# Perfecto Rodríguez
Perfecto Rodríguez Mateo (Buenos Aires, Argentina 30 de abril de 1933 - Argentina 30 de octubre de 2013) fue un futbolista y entrenador argentino, en su etapa como jugador era delantero, es padre de Claudio Sergio Rodríguez exjugador y entrenador de fútbol. Fue goleador del campeonato colombiano de 1965 con Independiente Medellín y es recordado por los hinchas del Unión Magdalena por haber dejado al ciclón a un punto de ser campeón en 1979.

## Biografía
Perfecto nació y se crio en la ciudad de Buenos Aires siendo joven se unió a las divisiones inferiores de Chacarita Juniors y rápidamente fue ascendiendo hasta el primer equipo, tuvo paso por Boca Juniors, Estudiantes y Huracán. En 1961 por recomendación de un amigo llega al Futbol colombiano específicamente al Atlético Bucaramanga, luego tuvo paso por los 2 equipos paisas el Atlético Nacional e Independiente Medellín donde fue goleador del torneo.
Tras culminar su carrera como futbolista fue entrenador de fútbol dirigiendo a Unión Magdalena en este último equipo se destaca que dirigiendo entre otros jugadores a su propio hijo logro que el Ciclón dependiera en el último partido de la temporada 1979 de vencer o empatar al América de Cali para conseguir su segunda estrella, pero el que triunfo en el partido fue el América de Cali que se adjudicaba así su primera estrella.

## Clubes
| Club                   | País                | Año                 | Partidos | Goles |
| ---------------------- | ------------------- | ------------------- | -------- | ----- |
| Chacarita Juniors      | Argentina           | 1953-1955           | 63       | 23    |
| Boca Juniors           | Argentina           | 1956                | 10       | 3     |
| Estudiantes            | Argentina           | 1957-1960           | 65       | 10    |
| Huracán                | Argentina           | 1953                | 8        | 2     |
| Atlético Bucaramanga   | Colombia            | 1961-1963           | 70       | 37    |
| Independiente Medellín | Colombia            | 1964-1965 1967      | 111      | 64    |
| Nacional               | Colombia            | 1967                | [ 3 ]    | 18    |
| Total en la carrera    | Total en la carrera | Total en la carrera | 327      | 157   |

## Como entrenador
| Club            | País     | Año         |
| --------------- | -------- | ----------- |
| Unión Magdalena | Colombia | 1979        |
| Unión Magdalena | Colombia | 1980 - 1982 |

## Distinciones individuales
| Distinción                                    | Año  |
| --------------------------------------------- | ---- |
| Goleador del Campeonato colombiano (38 goles) | 1965 |